# Haverhill (Flórida)
Haverhill é uma vila localizada no estado americano da Flórida, no condado de Palm Beach. Foi incorporada em 1959.

## Geografia
De acordo com o United States Census Bureau, a cidade tem uma área de 1,6 km², onde todos os 1,6 km² estão cobertos por terra.

### Localidades na vizinhança
O diagrama seguinte representa as localidades num raio de 8 km ao redor de Haverhill.

## Demografia
Segundo o censo nacional de 2010, a sua população é de 1 873 habitantes e sua densidade populacional é de 1 129,95 hab/km². Possui 687 residências, que resulta em uma densidade de 414,46 residências/km².